# (469506) 2003 FF128
(469506) 2003 FF128, também escrito como (469506) 2003 FF128, é um objeto transnetuniano que está localizado no Cinturão de Kuiper, uma região do Sistema Solar. Este corpo celeste é classificado como um plutino, pois, o mesmo está em uma ressonância orbital de 2:3 com o planeta Netuno. Ele possui uma magnitude absoluta de 6,9 e tem um diâmetro estimado com 183 km.

## Descoberta
(469506) 2003 FF128 foi descoberto no dia 31 de março de 2003, pelo astrônomo Marc W. Buie.

## Órbita
A órbita de (469506) 2003 FF128 tem uma excentricidade de 0,216 e possui um semieixo maior de 39,610 UA. O seu periélio leva o mesmo a uma distância de 31,047 UA em relação ao Sol e seu afélio a 48,174 UA.